# Око циклону

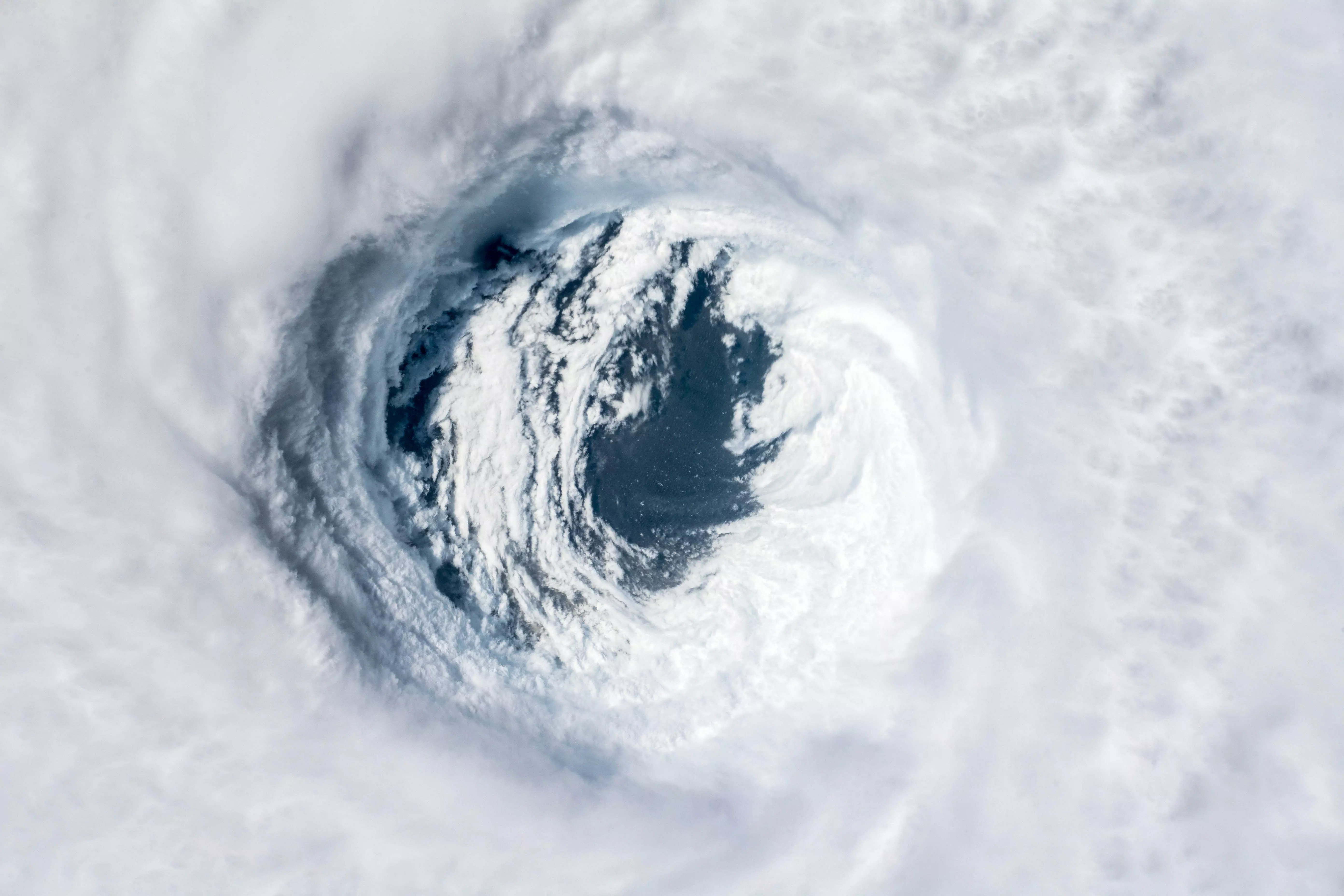
Зображення урагану Майкл з Міжнародної космічної станції, на якому видно чітке око в центрі шторму.

Око циклону — зона спокійної погоди, що утворюється у центрі зрілого циклону. Око циклону має круглу форму та діаметр 30-65 км. Воно оточене стіною ока — кільцем гроз, що характеризуються найжорсткішою погодою в межах циклону. Око є зоною найнижчого атмосферного тиску в циклоні, що може бути нижче за атмосферний тиск за його межами на величину до 15%.
У сильних тропічних циклонах око виражене найчіткіше, небо тут ясне, а його оточують симетричні стіни багатокілометрової висоти. У слабкіших тропічних циклонах око менш виражене та може бути вкритим високими щільними хмарами, які легко відрізнити на супутникових знімках. Стіна ока у слабкіших циклонах може не повністю оточувати око, в інших випадках в межах ока можуть йти зливові дощі. Також око чітко виражене лише у найсильніших позатропічних циклонів, у решти воно буває вкритим низькими неконвекційними хмарами та розташовується у задній частині циклону. У всіх циклонів, однак, око є зоною найменшого атмосферного тиску на рівні поверхні.